# Ngọk Yêu
Ngọk Yêu là một xã thuộc huyện Tu Mơ Rông, tỉnh Kon Tum, Việt Nam.
Xã Ngọk Yêu có diện tích 126 km², dân số năm 2019 là 1.663 người, mật độ dân số đạt 13 người/km².